# Хлебороб (Город-курорт Сочи)
Хлебороб — село в Адлерском районе муниципального образования город-курорт Сочи Краснодарского края России. Входит в состав Кудепстинского сельского округа.

## География
Село находится в Юго-Восточной части края, в предгорной зоне Причерноморского побережья, в междуречье рек Большой и Малой Хосты, которые сливаются в черте села.
Рельеф местности в основном холмистый с ярко выраженными колебаниями относительных высот.
Неподалёку находятся населённые пункты: Иллариновка и Красная Воля. 

## История
Согласно Закону Краснодарского края от 1 апреля 2004 года № 679-КЗ село Хлебороб вошло в состав образованного муниципального образования город-курорт Сочи.

## Население
| 2002 | 2010 |
| ---- | ---- |
| 505  | ↗584 |

Национальный состав
Согласно результатам переписи 2002 года, в национальной структуре населения армяне составляли 69 % от 505 жителей.

## Инфраструктура
Фельдшерско-акушерский пункт.
Развит туризм (Каньон "Чёртовы ворота").
Имеется карьер и памятник . 

## Транспорт
Доступен автомобильный транспорт. Остановки автобусного маршрута 127.